# Boris Kliúyev
Boris Vladímirovich Kliúyev (en ruso: Бори́с Влади́мирович Клю́ев) (Moscú; 13 de julio de 1944 - Ib.; 1 de septiembre de 2020) fue un profesor y actor de teatro y cine soviético y ruso. Artista popular de la Federación de Rusia (2002). Uno de los actores principales del Teatro Académico Estatal Maly. Jefe del Departamento de Habilidades de Actor. Miembro de la Junta del Gremio de Actores de Cine de Rusia.

## Biografía
Nació el 13 de julio de 1944 en Moscú. A los cuatro años, se quedó sin padre: el actor Vladímir Kliúyev, de treinta y seis años, falleció de un infarto y murió en el hospital. Pasó su infancia en la zona de los estanques del Patriarca. Incluso me quedé en sexto grado por segundo año. 
Debido a la difícil situación económica de la familia, Boris se vio obligado a trabajar a edad temprana, desde los trece años descargaba vagones, desde los dieciséis trabajaba en una obra.
Kliúyev no fue un estudiante diligente, y la actriz Klavdia Polovikova, madre de la actriz Valentina Serova, fue quien representó la obra Devil's Mill en la escuela donde Boris interpretó al Diablo de primera categoría.
Después de dejar la escuela, ingresó en la Escuela de Teatro  que lleva el nombre del actor Mijaíl Schepkin. Después de completar el primer año, se alistó en el ejército, donde sirvió durante tres años. Durante su servicio militar participó en los extras del rodaje de la película Guerra y paz de Serguéi Bondarchuk. También durante el servicio, Boris tuvo la oportunidad de participar en actuaciones amateur. Después de la desmovilización, regresó al segundo año en la escuela de teatro (taller de V.I. Tsygankov y L.A. Volkov), de la que se graduó en 1969. Era el secretario de la organización Komsomol de la escuela . Mientras estaba en el cuarto año, comenzó a trabajar como extra de las representaciones del Teatro Maly, y luego de graduarse recibió una invitación del mismo teatro. Al principio interpretó papeles muy pequeños en las actuaciones "Diplomat", "Glass of Water", "El poder de las tinieblas", "Vanity Fair", "Robbers" y otros. Un año después, consiguió un papel más serio: el arquitecto Serguéi Sinitsa en la producción “Así será”, después de lo cual empezaron a hablar de él como un talentoso artista novato. A lo largo de los años de su trabajo en el Teatro Maly, Borís Kliúyev ha interpretado más de setenta papeles. Entre las producciones con su participación se encuentra "La tormenta", "Culpable sin culpa", "Ay de Wit", "Cyrano de Bergerac", "La madre del crimen, o el segundo tartufo", "El rey Lear", "Corazón ardiente", "El rey Juan Terrible", "Distribuidor", "Corso", "Lobos y ovejas", "La última víctima" y muchos otros.  
Borís Kliúyev hizo su debut cinematográfico en 1968, como estudiante en una escuela de teatro. Interpretó el papel de un patrullero en la película The Punisher. Luego tuvo un papel más importante: del diputado de la Duma Imperial de Rusia Vasili Shulguín en la película El colapso del Imperio. El papel del conde Rochefort en la epopeya musical televisiva dirigida por Georgy Yungvald-Khilkevich D'Artagnan y los tres mosqueteros le dio fama a Kliúyev como actor de cine.
En 1969, comenzó a enseñar en la Escuela de Teatro Schepkin. El director artístico de dos cursos del VTU (instituto) que lleva el nombre de Mijaíl Schepkin., tiene el título de profesor. Presidente del equipo de fútbol del Teatro Maly y uno de los fundadores de Theatrical Football League
A principios de la década de 1980, actuó en varias películas de la serie Las aventuras de Sherlock Holmes y el Dr. Watson, interpretando a Mycroft Holmes, el hermano del famoso detective. La popularidad llegó a Kliúyev con la película TASS está autorizado a declarar..., donde interpretó el papel de un espía Trianon. El actor lo interpretó con tanta habilidad, con un encanto tan "villano" que los censores decidieron reducirlo significativamente.
Desde principios de la década de 1990, actuó en series de televisión (por ejemplo, interpretó al Duque de Guisa en la serie histórica de aventuras Queen Margot y The Countess de Monsoreau). 
En 2010, por la interpretación del papel de Luis XIV de Francia en la obra Molière basada en la obra de Mijaíl Bulgákov Cábala de santurrones, fue galardonado con el premio de la revista Teatral.
El papel más famoso de la década de 2010 fue Nikolái Petróvich Voronin en la comedia de situación Los Voronin.
En octubre de 2018, Borís Kliúyev protagonizó una película documental de cinco partes Mientras todavía estamos juntos, o los mosqueteros cuarenta años después (dirigida por Vyacheslav Kaminsky, guionista Maxim Fiódorov), dedicada a la creación de las pinturas de Gueorgui Yungvald-Jilkévich D'Artagnan y los tres mosqueteros Los mosqueteros veinte años después, El misterio de la reina Ana, Los mosqueteros treinta años después,  El regreso de los mosqueteros, o Los tesoros del cardenal Mazarino. El estreno de la película tuvo lugar el 14 de febrero de 2020 en el Salón Blanco de la Casa Central del Cine.

## Reconocimientos y premios
- Orden al Mérito por la Patria IV grado (29 de abril de 2019) - por una gran contribución al desarrollo de la cultura y el arte nacionales, muchos años de fructífera actividad [10]
- Orden de Honor (21 de mayo de 2008) - por sus servicios en el desarrollo de la cultura y el arte nacionales, muchos años de fructífera labor [11]
- Orden de la Amistad (25 de octubre de 1999): por una gran contribución al desarrollo de la cultura teatral rusa y en relación con el 175 aniversario del Teatro Académico Estatal Maly de Rusia [12]
- Artista del Pueblo de la Federación Rusa (28 de octubre de 2002) - por sus grandes servicios en el campo del arte [13]
- Artista de honor de la RSFSR (16 de octubre de 1989) - por sus servicios en el campo del arte soviético [14]
- Diploma de honor del Presidente de la Federación de Rusia (27 de abril de 2015): por sus servicios en el desarrollo de la cultura, la educación, la ciencia, la formación de especialistas calificados y muchos años de fructífera actividad [15]
- Trabajador honorario de la cultura de la Cuenca de Kuznetsk (2007)[16]
- Premio anual de teatro "Moskovsky Komsomolets" de 2008[17]
- Premio Theatre Star Award (2011)[18] en la categoría "Mejor actor de reparto"
- laureado con el premio Theatre Star Award en la nominación del Anillo de Saturno (2010)
- Premio TEFI 2012 en la categoría "Mejor Actor" por el papel en la serie de televisión " Voronins ".

## Vida privada
El 11 de marzo de 2014, firmó un llamamiento de figuras culturales de la Federación de Rusia en apoyo a la política del presidente de la Federación de Rusia Vladímir Putin sobre la anexión de Crimea y Sebastopol a Rusia.
En mayo de 2018, a Kliúyev se le diagnosticó cáncer de pulmón. Murió el 1 de septiembre de 2020 en Moscú.